# アンドレア・デッラ・ヴァッレ
アンドレア・デッラ・ヴァッレ（Andrea Della Valle、1965年10月14日 - ）はイタリアの実業家。セリエA・フィオレンティーナの会長。

## 経歴
デッラ・ヴァッレ家は革靴の高級ブランド、TOD'Sグループを経営する大富豪で、現在はアンドレアと兄のディエゴ・デッラ・ヴァッレとの双頭体制である。

## フィオレンティーナ会長
2002年、フィオレンティーナの破産を受けて新たに設立されたフロレンティア・ヴィオラの経営権を買い取り、セリエC2からクラブの再建を引き受けることとなった。2003年には債権者の手に渡ったフィオレンティーナの商標を買い戻し、現在のACFフィオレンティーナが誕生。2004年12月には筆頭株主としてフィオレンティーナ会長に就任。
2005-06シーズンには監督にチェーザレ・プランデッリ、SDにパンタレオ・コルヴィーノを招聘して本格的再建に乗り出した。チームは4位に躍進し、UEFAチャンピオンズリーグへの出場権を獲得。
ところが、2006年に発覚したカルチョ・スキャンダルへの関与が明らかになると3年間の活動禁止が言い渡され、クラブも重いペナルティを課された。
しかし、ペナルティを課されたフィオレンティーナは2シーズン連続で好成績を収め、2008-09シーズンにはチャンピオンズリーグ出場を果たすなど、クラブ再建は順調に進められている。